# Men-at-Arms
Men-at-Arms est une série de livres consacrée à l’histoire militaire publiée par l’éditeur britannique Osprey Publishing.

## Généralités
La série de livres Men-at-Arms décrit l’histoire, l’organisation, les uniformes et les équipements des forces armées dans le monde, passées et présentes. Chacun des numéros est illustré par des dessins, des cartes et des diagrammes spécialement conçus pour l’occasion.
Peu de temps après avoir créé Aircam Aviation Series, la première série de publications d’Osprey Publishing, l’artiste illustrateur Dick Ward propose d’étendre le concept aux unités militaires renommées, donnant naissance à Men-at-Arms à partir de 1971. Philip Warner, un historien de la Royal Military Academy Sandhurst, est en nommé responsable.
Le premier fascicule intitulé Foot Grenadiers of the Imperial Guard signé par Charles Grant pour le texte et Michael Roffe pour les illustrations en couleur est publié en 1971. Ce fascicule de 42 pages comprend 26 reproductions de gravures, dessins ou peinture, 4 cartes, une photographie ainsi que 8 pages de reproduction d’uniformes en couleurs. Les premiers ouvrages de la série s’attachent surtout à décrire l’histoire des régiments tandis que les exemplaires publiés plus récemment sont plutôt consacrés à l’étude des uniformes et des équipements.
À noter que chaque exemplaire se voit attribuer son propre numéro ISBN.

## Journalistes
Parmi les journalistes ayant contribué à Men-at-Arms figurent, par ordre d’apparition décroissant, David Nicolle, René Chartrand, Philip Katcher, Philip Haythornthwaite (en), Nigel Thomas, Michael Chappell (en), Digby Smith (sous le nom Otto von Pivka), Terence Wise, Martin Windrow (en), Ronald Pawly, Gordon Williamson, Michael Barthorp (en), Stuart Reid, Philip Jowett, Albert Seaton, Ron Field, Peter Abbott, Peter Hofschröer (en), CJ Peers, Emir Bukhari, Ian Heath, Ian Knight, Mark Henry, Martin Brayley, Michael G Johnson, Peter Young et Richard Brzezinski pour les textes ainsi que Angus McBride, Michael Chappell (en), Gerry Embleton (en), Michael Roffe, Richard Hook, Bryan Fosten, Ronald Volstad (en), Stephen Andrew, Bill Younghusband, Darko Pavlovic, Michael Youens, Patrice Courcelle, Paul Hannon, Ramiro Bujeiro, David Rickman, Raffaele Ruggeri, Richard Scollins, Chris Warner, Christa Hook, Eugène Leliepvre, Jeffrey Burn et Michael Perry pour les illustrateurs.